# Sains-Richaumont

Sains-Richaumont este o comună în departamentul Aisne din nordul Franței. În 1 ianuarie 2022 avea o populație de 939 de locuitori.